# Province nord-orientale (Kenya)
La province nord-orientale était une des provinces du Kenya. À l’origine simple district, elle couvrait l’essentiel du nord-est du pays, et était habitée par des communautés pastorales.
En 1979, sa population était estimée à 374 000 personnes; elle est montée à 962 000 habitants en 1999, qui se partagent une surface de 127 000 km2.

## Climat
Le climat est semi-aride.

## Structure administrative
Le chef-lieu de la province est Garissa. Elle est divisée en trois districts:
- Garissa, chef-lieu Garissa
- Mandera, chef-lieu Mandera
- Wajir, chef-lieu Wajir

## Histoire
Avant 1919, historiquement, cette province faisait partie du protectorat de la zone Somalie acquise sur le Benadir par les Britanniques, avec le Jubaland. Le Benadir (Banaadir), plus à l'est, constituera le sud de la Somalie Italienne, en 1889. Entre 1915 et 1919, les Britanniques font la promesse de céder aux Italiens un territoire de leur ensemble colonial, en remerciement de l'entrée en guerre des Italiens aux côtés des alliés, en 1915. En 1919, il est décidé de céder le Jubaland (Oltre-Giuba ou Juba) à la Somalie Italienne, ce qui fut effectif en 1924. Les territoires de Garissa, Mandera, et Wajir, (soit le Nord-Est du Kénya) devaient aussi être cédés aux Italiens, mais cette cession ne sera jamais effective, d'autant que les Italiens attaquèrent les éthiopiens, en 1935 et 1936. En 1941, les Italiens furent défaits en Afrique Orientale. Ils renoncent définitivement, en 1947 aux territoires de Garissa, Mandera et Wajir, qui constitueront trois districts, et une région du Kenya. Elle fut annexée par le Kenya lors de son indépendance. La province est actuellement peuplée à 99% par l'ethnie Somali. Elle est largement déstabilisée et est un foyer d'insécurité, et connaît d'importants mouvements de population liés aux sécheresses successives et à l'instabilité chronique en Somalie voisine.[réf. nécessaire]